# Liste der denkmalgeschützten Objekte in Mauthausen
Die Liste der denkmalgeschützten Objekte in Mauthausen enthält die 38 denkmalgeschützten, unbeweglichen Objekte der oberösterreichischen Marktgemeinde Mauthausen.
Bei der Verfassung der Beschreibungen der einzelnen Objekte wurden im Wesentlichen die Informationen der Homepage von Mauthausen verwendet.

## Denkmäler
| Foto |                 | Denkmal                                                                               | Standort                                                | Beschreibung | Metadaten |
| ---- | --------------- | ------------------------------------------------------------------------------------- | ------------------------------------------------------- | --- | --- |
| ja   | Datei hochladen | Ehemaliges Schiffsmeisterhaus, Geiergut HERIS-ID: 21766 Objekt-ID: 18088              | Reiferdorf 5 Standort KG: Haid                          | Der Schiffszug am Wiesingerhaus (früher Koller-Prandstetter-Haus) neben der Donau-Straße rund dreihundert Meter östlich der Mauthausener Donaubrücke beherbergte ehemals ein Handelsunternehmen und fungierte als Schiffmeisterhaus. 1924 und 1999 erfolgten Restaurierungen. Das Fresko aus der 2. Hälfte des 18. Jahrhunderts ist 19,45 Meter lang und 0,87 Meter hoch. Es zeigt den Zug der von Pferden stromaufwärts gezogenen Schiffe. | BDA-Hist.: Q37864555 Status: Bescheid Stand der BDA-Liste: 2025-06-30 Name: Ehemaliges Schiffsmeisterhaus, Geiergut GstNr.: .62 Schiffszug |
| ja   | Datei hochladen | Soldatenfriedhof, Italienerfriedhof HERIS-ID: 20892 Objekt-ID: 17199                  | Standort KG: Haid                                       | Der Soldatenfriedhof Mauthausen ist der größte Soldatenfriedhof in Oberösterreich, er befindet sich in der Ortschaft Reiferdorf. Neben einer Kapelle befinden sich auf dem Friedhof mehrere Denkmäler und die Gräber mehrerer tausend ausländischer, insbesondere italienischer und serbischer Kriegsgefangener und Soldaten aus dem Ersten und Zweiten Weltkrieg sowie von KZ-Häftlingen. Das Areal war und ist Veranstaltungsort für italienisch-österreichische Friedenstreffen zum Gedenken an die Kriegsopfer. | BDA-Hist.: Q2298591 Status: § 2a Stand der BDA-Liste: 2025-06-30 Name: Soldatenfriedhof, Italienerfriedhof GstNr.: 1795 Soldatenfriedhof Mauthausen                                                                                                 |
| ja   | Datei hochladen | Mittelbronzezeitliches Hügelgräberfeld Hart HERIS-ID: 64545 Objekt-ID: 77281seit 2015 | Standort KG: Haid                                       | Das Hügelgräberfeld aus der Mittelbronzezeit besteht aus etwa 40 Grabhügel und zwei Flachgräbern. | BDA-Hist.: Q38107419 Status: Bescheid Stand der BDA-Liste: 2025-06-30 Name: Mittelbronzezeitliches Hügelgräberfeld Hart GstNr.: 1707, 2272, 1708, 1732, 2273                                                                                        |
| ja   | Datei hochladen | Ehem. Konzentrationslager Mauthausen HERIS-ID: 60050 Objekt-ID: 71865                 | Erinnerungsstraße 1 Standort KG: Mauthausen             | Erhaltene Bauten am ehemaligen Konzentrationslager Mauthausen im nordwestlichen Gemeindegebiet auf einer Hochfläche über dem Wienergraben. | BDA-Hist.: Q160139 Status: § 2a Stand der BDA-Liste: 2025-06-30 Name: Ehem. Konzentrationslager Mauthausen GstNr.: 822, 823, 827, 1031, 1049, 1055, 1111, 1123, 1015, 1017 KZ Mauthausen main camp                                                  |
| BW   | Datei hochladen | Lagergebäude HERIS-ID: 111814 Objekt-ID: 129824                                       | Standort KG: Mauthausen                                 | Erhaltene Lagergebäude des ehemaligen Konzentrationslagers Mauthausen (vorwiegend entlang der Straße durch den Wienergraben, unterhalb des Steinbruchs, der selber aber gemeinsam mit dem Lagerkomplex geschützt ist) Anmerkung: Die Koordinaten beziehen sich auf das GSt. Nr. .539 | BDA-Hist.: Q37826889 Status: Bescheid Stand der BDA-Liste: 2025-06-30 Name: Lagergebäude GstNr.: 798, 799/1, 799/2, 799/3, .539, .540, .542, 1063, 1066, 1067, 1142/4 (GB 43106 Marbach), .527, 826, 1050, 1065, 1068, 1069, .554, 1078, 1059, 1074 |
| ja   | Datei hochladen | Ehemaliges Hotel, Restaurant zur Post HERIS-ID: 20844 Objekt-ID: 17149                | Heindlkai 1 Standort KG: Mauthausen                     | An der Stelle des ehemaligen Meierhofes von Schloss Pragstein wurde im 17. Jahrhundert ein dreigeschoßiges Gebäude errichtet, das 1860 in den beiden Obergeschoßen unter Betonung der dreiachsigen Mitte gegliederte streng historisierte Fassade im Sinne einer Renaissance-Villa erhielt. | BDA-Hist.: Q37856172 Status: § 2a Stand der BDA-Liste: 2025-06-30 Name: Ehemaliges Hotel, Restaurant zur Post GstNr.: .68 |
| ja   | Datei hochladen | Bürgerhaus HERIS-ID: 20849 Objekt-ID: 17155                                           | Heindlkai 9 Standort KG: Mauthausen                     | Das Seyerhaus, früher Weinbergerhaus, diente auch als Salzdepot des Marktes. Das spätgotische Eckhaus zur Bezirksgerichtsgasse mit Elementen aus der Gotik und der Renaissance wurde in der Barockzeit angepasst. Zu den bemerkenswerten Elementen zählen ein spätgotisch flacher Mittelerker, ein runder Eckerker mit Kegeldach auf einem Granitmuschelkorb, thronende Maria in einer rundbogigen Nische im 2. Stock (Kopie, Original aus dem Jahr 1732 befindet sich im Hausinnern), gotisches Fenster vor dem Erker mit Steinmetzzeichen auf der Unterseite der Fensterbank. | BDA-Hist.: Q37856237 Status: Bescheid Stand der BDA-Liste: 2025-06-30 Name: Bürgerhaus GstNr.: .55 Mauthausen Haindlkai 9 Seyerhaus |
| ja   | Datei hochladen | Gasthaus Grüner Kranz HERIS-ID: 20847 Objekt-ID: 17152                                | Heindlkai 11 Standort KG: Mauthausen                    | Spätgotisches Haus mit einer Fassade aus dem Ende des 16. Jahrhunderts und Umbauten in den 1930er Jahren. Der Bau besteht aus Renaissancestil Elementen und einem Flacherker. Im Hof finden sich noch Reste eines Arkadengangs. | BDA-Hist.: Q37856219 Status: Bescheid Stand der BDA-Liste: 2025-06-30 Name: Gasthaus Grüner Kranz GstNr.: .54 |
| ja   | Datei hochladen | Bürgerhaus HERIS-ID: 38287 Objekt-ID: 37808                                           | Heindlkai 13 Standort KG: Mauthausen                    | Bürgerhaus am Heindlkai, das heute die Touristeninformation beherbergt. | BDA-Hist.: Q37980374 Status: Bescheid Stand der BDA-Liste: 2025-06-30 Name: Bürgerhaus GstNr.: .53 |
| ja   | Datei hochladen | Ehemaliges Handelshaus HERIS-ID: 20850 Objekt-ID: 17157                               | Heindlkai 17 Standort KG: Mauthausen                    | Das um die Mitte des 17. Jahrhunderts wurde 1860 umgebaut und war Sitz es Handelshauses Perger mit Verbindungen bis St. Petersburg. Franz Perger war Bürgermeister von Mauthausen 1909 bis 1913 und 1934 bis 1935. Am 11. Juni 1805 übernachtete in dem Gebäude Kaiser Franz I. (II.). Die barocke Fassade ist seit dem Umbau in einem Mischstil zwischen Biedermeier und Historismus gestaltet worden. | BDA-Hist.: Q37856266 Status: Bescheid Stand der BDA-Liste: 2025-06-30 Name: Ehemaliges Handelshaus GstNr.: .51 |
| ja   | Datei hochladen | Bürgerhaus HERIS-ID: 20851 Objekt-ID: 17158                                           | Heindlkai 19 Standort KG: Mauthausen                    | Spätgotische Bauteile mit barockem Kragsturzportal und die Fenster haben in zwei Geschoßen eine geschwungene Überdachung. Im Inneren mit Tonnen- und Kreuzgratgewölbe. | BDA-Hist.: Q37856283 Status: Bescheid Stand der BDA-Liste: 2025-06-30 Name: Bürgerhaus GstNr.: .50 |
| ja   | Datei hochladen | Steingewände und drei Portale HERIS-ID: 38290 Objekt-ID: 37818                        | Heindlkai 23 Standort KG: Mauthausen                    | | BDA-Hist.: Q37980385 Status: Bescheid Stand der BDA-Liste: 2025-06-30 Name: Steingewände und 3 Portale GstNr.: .48 |
| ja   | Datei hochladen | Lebzelterhaus HERIS-ID: 20852 Objekt-ID: 17159                                        | Heindlkai 27 Standort KG: Mauthausen                    | Das schmale, tief gestreckte Gebäude stammt aus dem 16. Jahrhundert und besitzt eine spätgotische bzw. Renaissance-Fassade, die vom Barockelementen dekorativ überformt wird. Der barocke Fassadenschmuck wurde um 1760 angebracht. Bis 1983 befand sich im Gebäude die Konditorei Michael Poschacher. Das Lebzelterhaus war das Elternhaus von Anton Poschacher, dem Gründer der Poschacher Granitwerke, und ist das Stammhaus der Familie Poschacher in Mauthausen. Bemerkenswerte Elemente sind der Flacherker über dem seitlichen Portal, der markante zweigeschoßige Rundbogenerker aus der Spätgotik und die Statue der Maria Immaculata aus der Mitte des 18. Jahrhunderts. Rechts vom Lebzelterhaus befindet sich die engste Gasse des Marktes mit einer Breite von teilweise nur 70 Zentimeter. | BDA-Hist.: Q37856299 Status: Bescheid Stand der BDA-Liste: 2025-06-30 Name: Lebzelterhaus GstNr.: .45 |
| ja   | Datei hochladen | Bürgerhaus HERIS-ID: 20853 Objekt-ID: 17160                                           | Heindlkai 29 Standort KG: Mauthausen                    | Das nach dem Zahnarzt Königshofer als Königshoferhaus bezeichnete Gebäude besteht aus zwei spätgotischen Häusern, die durch die Fassade zusammengefasst wurden. Im Haus befand sich jahrzehntelang der Gasthof und die Fleischhauerei der Familie Wedl. Königshofer gestaltete die Fassade 1989 in einem eigenwillig historisierenden Mischstil. Die Renaissance-Blendfassade ist hoch über das Dach hinausgezogen und hat unregelmäßige Fensterachsen. Der Flacherker ruht auf Steinkonsolen. Die Fassade wird auf beiden Seiten von runden Ecktürmchen begrenzt. Im 3. Stock befindet sich in einer tonnenförmigen Nische eine Nikolausstatue mit Bischofsstab und Anker in den Händen. | BDA-Hist.: Q37856328 Status: Bescheid Stand der BDA-Liste: 2025-06-30 Name: Bürgerhaus GstNr.: .44 |
| ja   | Datei hochladen | Wohnhaus, ehemaliges Salzamtsgebäude HERIS-ID: 20855 Objekt-ID: 17162                 | Heindlkai 33 Standort KG: Mauthausen                    | Das Gebäude befindet sich an einer wichtigen Straßenkreuzung, da hier der über den heutigen Kirchenweg Richtung Böhmen führende Salzsteig die Anfang des 16. Jahrhunderts errichtete Hauderer Straße überquerte. Erst 1832 mit der Eröffnung der Pferdeeisenbahn von Linz nach Budweis, verlor der Salztransport über Mauthausen seine Bedeutung. Salzamt und Salzturm stehen in Sichtverbindung und bildeten ein Ampelsystem, da der Kirchenweg nur jeweils in einer Richtung befahren werden konnte. | BDA-Hist.: Q37856344 Status: Bescheid Stand der BDA-Liste: 2025-06-30 Name: Wohnhaus, ehemaliges Salzamtsgebäude GstNr.: .41 |
| ja   | Datei hochladen | Schiffsmeisterhaus HERIS-ID: 20856 Objekt-ID: 17163seit 2012                          | Heindlkai 34 Standort KG: Mauthausen                    | Um 1500 erbautes Haus mit Umbauten im 16. Jahrhundert und ab 1960. Ein zweigeschoßiger, dreiflügeliger Bau mit Schopfwalmdach. Fensterrahmen im Renaissancestil und die Fassade trägt mehrere Hochwassermarken (beginnend mit 1682) sowie ein Spionfenster. Im Inneren Tonnen- und Kreuzgratgewölbe. | BDA-Hist.: Q37856369 Status: Bescheid Stand der BDA-Liste: 2025-06-30 Name: Schiffsmeisterhaus GstNr.: .40, .39 Mauthausen Heindlkai 34 35 Schiffmeisterhaus                                                                                        |
| ja   | Datei hochladen | Heinrichskirche HERIS-ID: 20842 Objekt-ID: 17147                                      | gegenüber Heinrichskirchenweg 1 Standort KG: Mauthausen | Die Heinrichskirche steht am östlichen Rand des Marktes, wird auch Kapelle des hl. Heinrich in der Au genannt und soll von Kaiser Heinrich II., dem Heiligen (973 bis 1024) begründet worden sein. Von 1494 bis 1507 befand sich dort ein von Ladislaus Prager eingerichtetes Kloster mit drei Karmeliten. Von 1550 bis 1600 war die Kirche ein protestantisches Bethaus. Eine in der Kirche aufgestellte angeschwemmte Marienstatue führte zu einer Marienwallfahrt mit großem Einzugsgebiet. Die Statue befindet sich seit 1892 in der Pfarrkirche Mauthausen. Von der ursprünglichen Bausubstanz ist heute nur noch der Ostchor mit 5/8-Schluss erhalten. Zwei Fenstermaßwerke sind noch original erhalten. Die Kirche wurde Ende des 19. Jahrhunderts restauriert, wobei das angeblich baufällige Langhaus abgerissen und die heutige Westfassade neu gestaltet wurde. Bürgermeister Leopold Heindl stifteten 1898 zwei neugotische Fenster. Seit der Anhebung des Donauufers liegt die Kirche unter dem Straßenniveau der Donau-Straße. | BDA-Hist.: Q1241004 Status: § 2a Stand der BDA-Liste: 2025-06-30 Name: Aufbahrungshalle, ehemalige Filialkirche hl. Heinrich GstNr.: .25 Heinrichskirche (Mauthausen)                                                                               |
| ja   | Datei hochladen | Grünbaum-Kapelle HERIS-ID: 20894 Objekt-ID: 17201                                     | Kalvarienbergstraße Standort KG: Mauthausen             | Die Grünbaumkapelle befindet sich zweihundert Meter nördlich der Kalvarienbergkirche nach der 5. Station des Rosenkranz-Kreuzwegs. Sie wurde 1725 errichtet und war im 18. Jahrhundert eine viel besuchte Wallfahrtskapelle. Der neubarocke Giebelbau mit einer Apsis aus der Zeit um 1870 hat eine Fassade mit Lisenengliederung und breitem Korbbogenportal. Im Inneren befindet sich ein historisches Apsisgitter. Das Deckenbild zeigt das Grünbaumwunder. | BDA-Hist.: Q37856634 Status: § 2a Stand der BDA-Liste: 2025-06-30 Name: Grünbaum-Kapelle GstNr.: .268 Grünbaumkapelle |
| ja   | Datei hochladen | Kalvarienberg/Kreuzweg HERIS-ID: 20895 Objekt-ID: 17202                               | bei Kalvarienbergstraße 13 Standort KG: Mauthausen      | Westlich der Pfarrkirche befindet sich der Rosenkranz-Kreuzweg, dessen erste vier Stationen aus dem Jahr 1775 stammen. Nach der 4. Station gelangt man zur Kalvarienbergkapelle, einem barocken Giebelbau mit schlichtem Putzrahmen aus dem Jahr 1728/34 mit einer barocken Kreuzigungsgruppe aus der Zeit um 1750 und Hintergrundgemälden, wobei die drei Gekreuzigten als Skulptur und die drei Trauernden auf dem Gemälde dargestellt sind. Nach der 5. Station steht die Grünbaum-Kapelle. Der Rosenkranz-Kreuzweg zwischen Mair am Berg und Grünbaumkapelle besteht aus fünf Stationen mit schlichten Steinkreuzen mit Bildern auf Blech. | BDA-Hist.: Q37856653 Status: § 2a Stand der BDA-Liste: 2025-06-30 Name: Kalvarienberg/Kreuzweg GstNr.: .197 Mauthausen Kalvarienberg |
| ja   | Datei hochladen | Alter Friedhof und Kirchenstiege HERIS-ID: 20890 Objekt-ID: 17197                     | bei Kirchenstiege 5 Standort KG: Mauthausen             | Die Kirchenstiege führt von der östlichen Seite des Marktplatzes zur Pfarrkirche. Der Alte Friedhof ist östlich, südlich und südwestlich der Pfarrkirche angelegt. Dort befindet sich u. a. der Karner aus dem 13. Jahrhundert sowie die Grabstelle der Familie Poschacher. | BDA-Hist.: Q37856595 Status: § 2a Stand der BDA-Liste: 2025-06-30 Name: Alter Friedhof und Kirchenstiege GstNr.: 177/1, 738/18, 738/19 Alter Friedhof und Kirchenstiege, Mauthausen                                                                 |
| ja   | Datei hochladen | Caritaskindergarten HERIS-ID: 20861 Objekt-ID: 17168                                  | Lindenweg 9 Standort KG: Mauthausen                     | Das Gebäude wurde 1916 eingeweiht, war für eine Kindergartengruppe und eine Nähschule vorgesehen, wurde jedoch zunächst bis zum Ende des Ersten Weltkriegs als Lazarett verwendet. 1939 übernahm die nationalsozialistische Volkswohlfahrt das Gebäude und den Betrieb der dort untergebrachten Einrichtungen. 1945 kamen die Kreuzschwestern zurück und führten den Kindergarten im Auftrag der Pfarre. 1957 erwarb die Diözesan-Caritas das Gebäude aus dem sogenannten Deutsch Eigentum. Das Gebäude wurde seither gründlich saniert und an die steigenden Anforderungen angepasst. Durch die Schaffung weiterer Räumlichkeiten sind nunmehr drei Kindergartengruppen dort untergebracht. | BDA-Hist.: Q37856387 Status: § 2a Stand der BDA-Liste: 2025-06-30 Name: Caritaskindergarten GstNr.: .271 |
| ja   | Datei hochladen | Pranger HERIS-ID: 20899 Objekt-ID: 17206                                              | gegenüber Marktplatz 4 Standort KG: Mauthausen          | Der Mauthausener Pranger stand ursprünglich gegenüber dem Bräuhaus, wurde um 1800 nach Einstellung dieser Art des Strafvollzuges abgetragen, 1905 in der Nähe der Heinrichskirche wieder aufgestellt und 1936 auf den Marktplatz verlegt. Der 2,2 Meter hohe quadratische Schaft mit der Jahreszahl 1583 wird oben von einer Pyramide mit Pinienzapfen ergänzt. An allen vier Seiten befinden sich Flachreliefs mit der Darstellung verschiedener Delikte, die allerdings noch nicht zugeordnet werden können. | BDA-Hist.: Q37856744 Status: § 2a Stand der BDA-Liste: 2025-06-30 Name: Pranger GstNr.: 738/38 Pranger (Mauthausen) |
| ja   | Datei hochladen | Wohn- und Geschäftshaus, ehemaliges Bräuhaus HERIS-ID: 20862 Objekt-ID: 17169         | Marktplatz 4 Standort KG: Mauthausen                    | Das Gebäude wurde Ende des 16. Jahrhunderts errichtet. 1870 erfolgte die Renovierung der Fassade im Stil des Historismus. Bis 1896 befand sich dort das Gemeindeamt. 1951 wurde das Haus aufgestockt und hat seither drei Geschoße. Bemerkenswert ist das Renaissance-Tor mit Diamantquaderrahmung und der Schlussstein mit Löwenkopf aus dem Jahr 1590. Die frühbarocke Sonnenuhr wurde 1696 renoviert. | BDA-Hist.: Q37856400 Status: § 2a Stand der BDA-Liste: 2025-06-30 Name: Wohn- und Geschäftshaus, ehemaliges Bräuhaus GstNr.: .77/1 Mauthausen Bräuhaus                                                                                              |
| ja   | Datei hochladen | Rathaus/Gemeindeamt HERIS-ID: 20863 Objekt-ID: 17170                                  | Marktplatz 7 Standort KG: Mauthausen                    | Neubau um 1910 bis 1915 mit späthistoristischer Putzfassade und dem Marktwappen als Fassadenbild. | BDA-Hist.: Q37856439 Status: § 2a Stand der BDA-Liste: 2025-06-30 Name: Rathaus/Gemeindeamt GstNr.: .82 |
| ja   | Datei hochladen | Brunnen HERIS-ID: 20898 Objekt-ID: 17205                                              | gegenüber Marktplatz 8 Standort KG: Mauthausen          | In der Mitte des Marktplatzes befindet sich der achteckige Marktbrunnen mit den Jahreszahlen 1607 und 1716, der an der Südseite über ein Becken mit Trinkwasser verfügt. Die beiden 1898 anlässlich des 50-jährigen Regierungsjubiläums von Kaiser Franz Joseph I. gesetzten Platanen stehen seit 1984 unter Naturschutz (Listeneintrag). | BDA-Hist.: Q37856720 Status: § 2a Stand der BDA-Liste: 2025-06-30 Name: Brunnen GstNr.: 738/38 Marktbrunnen Mauthausen |
| ja   | Datei hochladen | Bürgerhaus HERIS-ID: 20864 Objekt-ID: 17171                                           | Marktplatz 11 Standort KG: Mauthausen                   | Dreigeschoßiges Bürgerhaus aus dem 16. Jahrhundert gegenüber dem Marktbrunnen. Im Seitenflur bemerkenswerte Tonnengewölbe. | BDA-Hist.: Q37856464 Status: Bescheid Stand der BDA-Liste: 2025-06-30 Name: Bürgerhaus GstNr.: .86 |
| ja   | Datei hochladen | Bürgerhaus HERIS-ID: 20869 Objekt-ID: 17176                                           | Marktstraße 15 Standort KG: Mauthausen                  | | BDA-Hist.: Q37856483 Status: Bescheid Stand der BDA-Liste: 2025-06-30 Name: Bürgerhaus GstNr.: .106 |
| ja   | Datei hochladen | Ehemaliger Salzturm HERIS-ID: 20870 Objekt-ID: 17177                                  | bei Marktstraße 15 Standort KG: Mauthausen              | Der Salzturm am Kirchenberg verfügt über ein zwölfseitiges Pyramidendach. Eine Schrifttafel aus Adneter Marmor wurde 1930 angebracht. Der Salzturm diente u. a. der Regelung des Verkehrs auf der Salzstraße. Die Blüte der über Mauthausen führenden Salzstraße begann Ende des 17. Jahrhunderts. 1692 führte Kaiser Leopold I. das Salzmonopol ein und von diesem Zeitpunkt wurde Salz aus Gmunden über Mauthausen und Freistadt nach Budweis transportiert. | BDA-Hist.: Q37856501 Status: Bescheid Stand der BDA-Liste: 2025-06-30 Name: Ehemaliger Salzturm GstNr.: 213 |
| ja   | Datei hochladen | Pfarrhof HERIS-ID: 20843 Objekt-ID: 17148                                             | Pfarrplatz 1 Standort KG: Mauthausen                    | Der barocke Pfarrhof befindet sich nordwestlich der Pfarrkirche und wurde um 1700 wahrscheinlich durch den Stiftsbaumeister Carlo Antonio Carlone erbaut. Die Decken sind mit reichem Stuck von Giovanni Battista Carlone versehen. | BDA-Hist.: Q37856153 Status: § 2a Stand der BDA-Liste: 2025-06-30 Name: Pfarrhof GstNr.: .124 Mauthausen Pfarrhof |
| ja   | Datei hochladen | Brunnen HERIS-ID: 20896 Objekt-ID: 17203                                              | Pfarrplatz 1 Standort KG: Mauthausen                    | Der rechteckige Brunnen trägt die Jahreszahl 1765. | BDA-Hist.: Q37856685 Status: § 2a Stand der BDA-Liste: 2025-06-30 Name: Brunnen GstNr.: .124 |
| ja   | Datei hochladen | Kath. Pfarrkirche hl. Nikolaus HERIS-ID: 20840 Objekt-ID: 17145                       | bei Pfarrplatz 1 Standort KG: Mauthausen                | Die spätgotische, Ende des 15. Jahrhunderts errichtete Pfarrkirche St. Nikolaus am Kirchberg befindet sich an der Stelle der 1424 von den Hussiten zerstörten Kirche. 1522 wurde die Annakapelle angebaut, 1689 der gotische Zwickelturm erhöht und mit einem barocken Zwiebelhelm versehen. 1670 wurde die Kirche barockisiert. 1796/97 erhält die Kirche vier Altarbilder von Martin Johann Schmidt (Kremser Schmidt). Der Turm erhielt 1901 den vom Linzer Dombaumeister Matthäus Schlager entworfenen Spitzhelm. Die 1897 eingebaute Orgel wurde im Jahr 2000 durch eine Brüstungsorgel der Firma Rieger mit rund 1200 Pfeifen und 23 Registern ersetzt. Die Kirche ist eine Hallenkirche mit drei gleichhohen Schiffen. Die Kirche ist reichhaltig mit Kunstgegenständen, Statuen und Bildern ausgestattet. Bis 1901 befand sich um die Kirche der Friedhof. | BDA-Hist.: Q2082825 Status: § 2a Stand der BDA-Liste: 2025-06-30 Name: Kath. Pfarrkirche hl. Nikolaus GstNr.: .122 Parish Church in Mauthausen |
| ja   | Datei hochladen | Ehem. Salzstadel HERIS-ID: 20872 Objekt-ID: 17179                                     | Poschacherstraße 2 Standort KG: Mauthausen              | Das renovierte Gebäude ist heute Teil des Einkaufszentrums Donaupark Mauthausen. Wurde um 1807 als drei langgezogene Bauten erbaut und diente bis 1826 als Salzlagerstätte. In späterer Folge als Schiffsbau- und Steinmetzwerkstätte genutzt. | BDA-Hist.: Q37856532 Status: Bescheid Stand der BDA-Liste: 2025-06-30 Name: Ehem. Salzstadel GstNr.: .1 |
| ja   | Datei hochladen | Bürgerhaus, Gasthof Steinmayr HERIS-ID: 20875 Objekt-ID: 17182                        | Promenade 5 Standort KG: Mauthausen                     | | BDA-Hist.: Q37856550 Status: Bescheid Stand der BDA-Liste: 2025-06-30 Name: Bürgerhaus, Gasthof Steinmayr GstNr.: .71 |
| ja   | Datei hochladen | Volksschule HERIS-ID: 20879 Objekt-ID: 17186                                          | Promenade 14 Standort KG: Mauthausen                    | Die Volksschule wurde 1893 auf dem ehemaligen Fröschlgarten errichtet und 1898 eröffnet, nachdem Anton Poschacher der Marktgemeinde dieses Grundstück geschenkt hatte. Der Ziergiebel samt Uhr wurde 1965 abgetragen. Eine Uhr wurde erst im Jahr 2000 anlässlich des Dachbodenausbaus wieder angebracht. Die Fassade im Stil der Gründerzeit zeigt vier Riesenpilaster. Die geschwungenen Voluten zu beiden Seiten der Uhr wurden den Vorstellungen des Renaissance-Architekten Leon Battista Alberti nachempfunden. | BDA-Hist.: Q37856576 Status: § 2a Stand der BDA-Liste: 2025-06-30 Name: Volksschule GstNr.: .244 |
| ja   | Datei hochladen | Figur hl. Johannes Nepomuk HERIS-ID: 20897 Objekt-ID: 17204                           | gegenüber Promenade 16 Standort KG: Mauthausen          | Die Heiligenstatue wurde 1730 im Auftrag von Franz Ernst von Härsewinkel, Salzamtsmann, hergestellt und auf dem Salzplatz als Beschützer der Salzschiffer aufgestellt. 1941 wurde sie als wertloser Betonguss abgerissen. Das Ehepaar Ilsa und Anton Poschacher retteten die Figur vor der völligen Zerstörung, sodass sie 1954 auf dem Platz vor der Volksschule wieder aufgestellt werden konnte. | BDA-Hist.: Q37856703 Status: § 2a Stand der BDA-Liste: 2025-06-30 Name: Figur hl. Johannes Nepomuk GstNr.: 738/42 |
| ja   | Datei hochladen | Schloss Pragstein HERIS-ID: 20839 Objekt-ID: 17144                                    | Schlossgasse 1 Standort KG: Mauthausen                  | Das Ende des 15./Anfang des 16. Jahrhunderts von Ladislaus Prager errichtete Wasserschloss in der Donau befindet sich an der Donau zwischen Schlossgasse und Donau-Straße. 1867 oder 1840 wurde der Donauarm zwischen Pragstein und dem Ort zugeschüttet. | BDA-Hist.: Q2242969 Status: § 2a Stand der BDA-Liste: 2025-06-30 Name: Schloss Pragstein GstNr.: .69 Schloss Pragstein |
| ja   | Datei hochladen | Villa Poschacher HERIS-ID: 25962 Objekt-ID: 22414                                     | Vormarktstraße 9 Standort KG: Mauthausen                | Es handelt sich um den Stammsitz der Familie Poschacher. Der neobarocke Bau im Villenstil entstand durch einen totalen Umbau des alten Kamptnerhauses im Jahr 1903 unter Architekt Max Kaiser. Die Villa hat an der Nordwestseite neobarocke Schlosselement wie einen abgerundeten Zwischenbau und einen Turm. Die Fenstergitter zeigen Biedermeierformen. Bemerkenswert ist die Statue der hl. Barbara vor einem Turm. | BDA-Hist.: Q37897851 Status: Bescheid Stand der BDA-Liste: 2025-06-30 Name: Villa Poschacher GstNr.: .33/1 |
| ja   | Datei hochladen | Karner hl. Barbara HERIS-ID: 20841 Objekt-ID: 17146                                   | Pfarrplatz Standort KG: Mauthausen                      | Der Karner ist der hl. Barbara geweiht, befindet sich am Kirchenvorplatz und ist ein romanischer Rundbau mit einem in gotischer Zeit entstandenen achteckigen Aufbau mit Pyramidendach. Das Fresko aus den 1480er-Jahren auf der Südseite zeigt den hl. Christophorus sowie die Aufschrift A.E.I.O.U. und ist stark verblasst. Die Fresken im Inneren (Christus als Weltenrichter, flankiert rechts und links von je einem Bischof in der Apsis, Triumphbogen mit Maria und Johannes der Täufer, 6 Rundmedaillons mit Tauben und im Scheitel das Lamm Gottes mit der Fahne des Auferstandenen als Symbole für die sieben Gaben des Hl. Geistes oder für das Buch mit sieben Siegeln, Engel mit Leidenswerkzeugen über dem Fenster an der Nordwand, linksseitig heilige Veronika und unter dem Fenster Geißelung Christi, Süd- und Westwand Michael mit dem Drachen, hl. Helena, die Mutter des Kaisers Konstantins, Katharina von Alexandrien, Südwand Zug der Apostel angeführt von Paulus) stammen aus der Zeit um 1260 und wurden erst 1907 wiederentdeckt. Der angewendete Zackenstil hat byzantinische Wurzeln. Das moderne Apsisfenster aus dem Jahr 1982 hat Lydia Roppolt geschaffen. | BDA-Hist.: Q63986356 Status: § 2a Stand der BDA-Liste: 2025-06-30 Name: Karner hl. Barbara GstNr.: .123 |